# Economía social
Economía social es un concepto polisémico que puede significar:
- Economics
  - Economía Social (ciencia económica) (en:Social economics) como campo de estudio de la ciencia Económica, que estudia las preferencias e interacciones sociales.[1]
- Economy
  - Economía Social como denominación descriptiva del funcionamiento de una actividad económica, por un agente económico institucional, con un esquema organizacional y dinámica empresarial más participativa en cargos directivos (Organización de empresas).
  - Economía Social como denominación descriptiva del sector institucional de la economía de las instituciones con organización sin ánimo de lucro.
  - Economía Social como denominación descriptiva de la forma en que opera un empresa con respecto a su entorno (Responsabilidad social corporativa).

## Economía Social (descriptivo)
La economía social o economía social y solidaria se define como un modo de hacer economía, organizando de manera asociada y cooperativa la producción, distribución, circulación y consumo de bienes y servicios. Se refiere principalmente a las relaciones de producción y de distribución que están organizadas por el principio de solidaridad y no persiguen el lucro. Es un sector de la economía que estaría a medio camino entre el sector privado y el sector público.
Conocido también como tercer sector, incluye a cooperativas, empresas de trabajo asociado, sociedades laborales, organizaciones no lucrativas, asociaciones caritativas, empresas de inserción, mutuas o mutualidad y micro emprendimientos asociativos. La economía social no debe confundirse con el programa de economía social de mercado, un modelo aplicado en la Alemania Federal de la posguerra. La economía social es una lógica micro, mientras que la economía social de mercado parte de políticas de ordenamientos y de proceso.

## Conceptos afines
Esta parte de la realidad social "situada entre la economía pública y la economía capitalista" y con potencial de ser una alternativa a éstas, es que se denomina economía social, dando luz a otras voces como tercer sector, tercer sector solidario, sector voluntario, sector no lucrativo, sector solidario, economía solidaria, iniciativa social y otras locuciones, que designan realidades muy próximas. Aun considerando la existencia de una auténtica inflación de vocablos en este campo, en la actualidad es posible afirmar que las concepciones principales de esta realidad social que pugnan por economía plural, actuando tanto en el ámbito del mercado como en el no mercado en pro de un desarrollo social y económico colectivo no excluyente.
La locución «economía social» no siempre ha tenido como contenido conceptual a aquella realidad social y económica "situada entre la economía pública y la economía privada capitalista". A principios del siglo XX, autores como Léon Walras, Ramón de la Sagra, Friedrich von Wieser y Gunnar Myrdal, dieron otras concepciones a esta locución.
Según algunos autores, el concepto de «economía social» designa a aquel conjunto de organizaciones microeconómicas caracterizadas por unos rasgos comunes marcados por una "ética social". Siendo un concepto definido en positivo, iría más allá de la clásica delimitación interinstitucional basada en identificarlo como un sector residual, integrado por aquellas organizaciones que no pertenecen al ámbito de la economía pública ni al de la economía privada capitalista.

## Por países

### En Argentina
Si bien es difícil elaborar una definición de la economía social que no sea una enumeración de las organizaciones que la componen,  la definición elaborada en el Foro Social Mundial (Nairobi, 2007) indica que se trata de una Economía basada en valores de igualdad, cooperación, compromiso con el entorno territorial y solidaridad que permiten vislumbrar alternativas económicas, sociales y culturales a partir de sus iniciativas de comercio justo, finanzas éticas, de sustentabilidad ecológica, entre otras.
Es cierto que las experiencias de economía social han sido más visibles y han crecido notablemente como respuesta a las crisis, pero también dan cuenta de otras formas de organización del trabajo y la producción, de “otra economía” que critica a la economía capitalista dominante y que ofrece una respuesta ante la encrucijada que plantea para los sectores sociales más vulnerables. 
En Argentina se registran experiencias de asociaciones cooperativas y mutuales, de fundaciones, de organizaciones de desocupados y fábricas recuperadas que nacen luego de las crisis económicas más duras. Particularmente, el caso de las "empresas recuperadas" ha sido enmarcado legalmente desde la modificación de la Ley de quiebras, que prevé la posibilidad de que los trabajadores conserven sus fuentes de trabajo ante el abandono de la empresa por parte de sus propietarios. Un claro ejemplo, es a través de la conformación de cooperativas de trabajo, aprovechando la infraestructura instalada, la cartera de clientes y la de los proveedores.

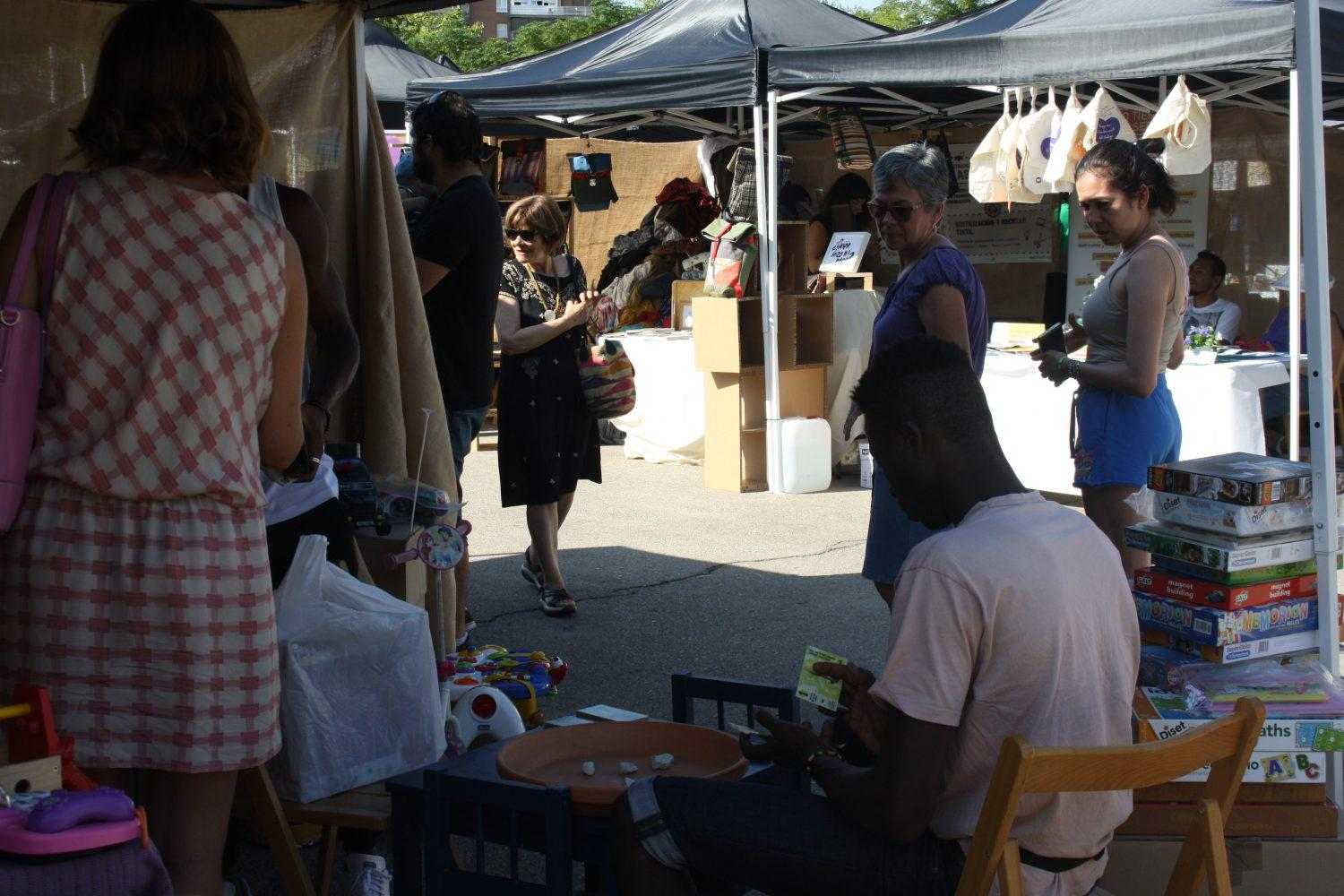
Feria de Economía Social en Madrid

### En España
En España el concepto de economía social es ampliamente reconocido en la actualidad. Sin embargo presenta diferencias de contenido según se expresen los especialistas del ámbito científico, los poderes públicos en sus políticas, normas y discursos, o los profesionales del sector, especialmente sus estructuras representativas. En el año 2011 se aprobó la Ley 5/2011, de 29 de marzo, de Economía Social, que se configura como un marco jurídico en el que se encuadran todas esas entidades, y que tiene como objeto configurar una serie de medidas de protección y promoción de aquellas, que la propia ley relaciona con la economía sostenible.
Dicha Ley define la economía social como el "conjunto de las actividades económicas y empresariales, que en el ámbito privado llevan a cabo aquellas entidades que, de conformidad con los principios recogidos en el artículo 4, persiguen bien el interés colectivo de sus integrantes, bien el interés general económico o social, o ambos" (art. 2).
La economía social en España está representado por la Confederación Empresarial Española de la Economía Social (CEPES). Aunque hay otras entidades de representación de las cooperativas según su especificidad jurídica como FAECTA que representa a las Cooperativas de Trabajo en la región de Andalucía. 
La principal entidad que agrupa la economía social en España es REAS (Redes de Economía Alternativa y Solidaria), que agrupa más de ochocientas entidades que a su vez se organizan en redes territoriales y sectoriales. Jurídicamente REAS es una Asociación de carácter no lucrativo, sin filiación partidista o religiosa alguna, con ámbito de actuación en todo el territorio del Estado español. En Madrid el mayor representante de la economía social es el Mercado Social de Madrid, que agrupa 76 entidades. También encuentran su sede algunas de las principales cooperativas de economía social de diferentes ámbitos económicos: Fiare Banca Ética en la banca, Ecooo Energía Ciudadana en las energías renovables, La Marea y El Salto en medios de comunicación o El Teatro del Barrio en la cultura y artes escénicas.
Entre los años 2016 y 2019, como iniciativa del equipo de gobierno municipal de Manuela Carmena, se impulsó la economía social de Madrid con el proyecto MARES, tras ganar un concurso de la Unión Europea para su financiación. Entre otras actividades, se crearon 48 entidades productivas con actividad económica dentro del marco de la economía social en las áreas recogidas en el nombre: Movilidad, Alimentación, Reciclaje, Energía y cuidadoS. El gobierno municipal surgido de las elecciones de 2019 formado por PP, Ciudadanos y Vox eliminó el proyecto a los pocas semanas de tomar posesión.
La sociedad científica CIRIEC-España, filial española del CIRIEC, Centro Internacional de Investigación e Información sobre la Economía Pública, Social y Cooperativa, promueve la difusión del concepto de economía social en España desde 1986 a través de revistas científicas de economía y jurídica, eventos y jornadas técnicas, un centro de documentación e información, boletines de información del Observatorio español de la economía social y del Observatorio iberoamericano de la economía social (OIBESCOOP), del Social Economy News y desarrollado y publicando proyectos de investigación. El grupo de expertos que elaboró el Informe técnico para la aprobación de la Ley de economía social de España estaba integrado por investigadores del CIRIEC. CIRIEC es órgano consultivo de Naciones Unidas para la Economía social y solidaria, del Comité Económico y Social Europeo, del Grupo de expertos de la economía social y las empresas sociales (GECES) de la Comisión Europea. Los expertos del Consejo Nacional de Fomento de la Economía Social de España son miembros de CIRIEC.

### Países francófonos
En estos países el concepto de economía social está bien reconocido, économie sociale. Entre ellos cabe destacar:
- En Francia, país con gran tradición y arraigo de este concepto, la economía social integra a las mutualidades, las cooperativas, las asociaciones y a las fundaciones.
- En Bélgica, el Consejo Valón de la Economía Social (CWES), citado más arriba, propuso una de las definiciones más antiguas y reconocidas de este concepto.
- En Canadá, especialmente en la provincia de Quebec, la definición del Observatoire en économie sociale de l'Outaouais,[21] Lévesque Benoît, Mendell Marguerite, L'économie sociale au Québec: éléments théoriques et empiriques pour le débat et la recherche.[22]

### Países anglosajones
El concepto está siendo aceptado, social economy, aunque tienen más tradición científica los conceptos de sector no lucrativo y de sector voluntario (voluntary sector), lo que abarca otras actividades aparte de las económicas.

### En la Unión Europea
El Comité Económico y Social Europeo así como el Parlamento Europeo, que cuenta con un ‘intergrupo parlamentario sobre economía social’, promueven desde los años ochenta la concepción de economía social, institucionalizada, en Europa. El CESE ha publicado en 2017 su último Informe sobre La economía social en la Unión Europea. Por su parte, el Parlamento Europeo aprobó en 2009 su Resolución sobre economía social (European Parliament resolution of 19 February 2009 on Social Economy (2008/2250(INI)).

### En Colombia
De acuerdo con Pardo y Huertas, en Colombia existen cinco periodos históricos en el desarrollo del sector cooperativo, a saber:
- Primer periodo (1930-1945): surgimiento del mutualismo y el cooperativismo;
- Segundo periodo (1946-1964): promoción y expansión del cooperativismo;
- Tercer periodo (1965-1976): consolidación del cooperativismo;
- Cuarto periodo (1977-1990): crecimiento como sector y movimiento social; y
- Quinto periodo (1991-2010): crisis y economía solidaria o de la solidaridad.

### En Venezuela
El término economía social es poco conocido en Venezuela. Sin embargo, ha sido introducido en la Constitución Nacional de la República Bolivariana de Venezuela, de marzo de 2000: el artículo 184 establece que se promoverá  “la participación en los procesos económicos estimulando las expresiones de la economía social tales como cooperativas, cajas de ahorro, mutuales y otras formas asociativas”. Este mismo artículo reconoce la economía popular al afirmar que “El Estado promoverá  y protegerá  estas asociaciones destinadas a mejorar la economía popular y alternativa”.
Hasta ahora la única institución universitaria que oferta en Venezuela la licenciatura en economía social es la Universidad Nacional Experimental Politécnica de la Fuerza Armada Nacional Bolivariana (UNEFANB).

## Economía social, banca ética y microcréditos
La economía social ha desarrollado históricamente múltiples formas de acceso al crédito que favorecen la inclusión financiera así como formas de ahorro colectivo. Las cooperativas de crédito, la banca ética y los microcréditos son algunas de estas formas. Dr. Muhammad Yunus, es un banquero y economista de Bangladés. Es el desarrollador del concepto de microcrédito. Se trata de pequeños préstamos concedidos a personas humildes que no califican para un préstamo bancario tradicional. El fundador del Banco Grameen, fue galardonado con el Premio Nobel de la Paz.
En 1974 propuso una forma de organización social para aldeas rurales denominada "Gram Sarker" (gobierno rural). La propuesta demostró ser practicable y útil, por lo que en 1980 fue adoptada oficialmente por el gobierno de Bangladés. Desde esa época, debido a la hambruna que asolaba a este país (uno de los países más pobres y poblados del mundo), tomó conciencia de que solo se puede salir de la pobreza superando las leyes del mercado, proporcionando microcréditos: créditos solidarios sin garantía a los más necesitados para que puedan realizar una actividad independiente y creativa.
En España, la entidad pionera en banca ética y créditos a la economía social es la cooperativa de crédito Coop57. Su función principal es la financiación de proyectos de economía social y solidaria a través de la intermediación financiera, facilitando el crédito a entidades que fomenten el cooperativismo, el asociacionismo y la solidaridad en general, y promuevan la sostenibilidad sobre la base de principios éticos y solidarios. En 2019 había concedido más de 19 millones de euros en créditos a la economía solidaria. Otra entidad de banca ética es Fiare Banca Ética. A diferencia de Coop57, Fiare es un banco nacido de la fusión de Banca Popolare Ética italiano y el proyecto Fiare en España. El banco Fiare Banca Ética se organiza de forma cooperativa, donde todos los clientes son a la vez socios de la cooperativa y deciden el futuro del banco en asamblea con el principio de "una persona, un voto".